# Титаренко Марія Сергіївна
Титаренко Марія Сергіївна (1918—2002) — азербайджанська оперна співачка, заслужена артистка Азербайджанської РСР (24.05.1960). У 1950-1960-і роки — прима бакинської оперної сцени.

## Із життєпису
Марія Титаренко народилася 27 березня 1918 в Севастополі. У 3-річному віці залишилася сиротою після смерті батька і догляду матері, яка кинула її і інших п'ятьох братів і сестер. У 14 років Маша закінчила семирічку, де вчила мову кримських татар. Після закінчення семирічки поступила в фабрично-заводське училище, закінчивши яке, отримала спеціальність токаря 3-го розряду і стала працювати на заводі, де доросла до токаря 5-го розряду. На заводі була токарем-стахановкою, норму виконувала на 300 %, цього ніхто так і не зміг перекрити.
Брала участь у художній самодіяльності, співала Оксану в опері українського композитора Гулака-Артемовського «Запорожець за Дунаєм». Більш того, тричі перемагала в міських конкурсах самодіяльності в Севастополі і на Всекримській олімпіаді самодіяльності в Сімферополі. Про талановиту самодіяльну співачку писали багато українських газет. В одній з них, що збереглася у Марії Титаренко, датованій 1936 роком, її назвали співачкою-самоучкою і токарем-стахановкою. У тому ж 1936 році Марія вийшла заміж за начальника одного із заводських цехів Миколи Найду, який незабаром був завербований на Бакинський судноремонтний завод імені Закфедераціі. Разом з чоловіком в 1937 році в Азербайджан приїхала і його юна дружина Марія.
У лютому 1938 року, коли навчальний рік вже давно почався, М. Титаренко була прийнята без іспитів в Бакинське музичне училище, після закінчення якого її прийняли на навчання в консерваторію.
У 1943 році Марія Титаренко стала солісткою бакинського оперного театру, в якому працювала разом з такими майстрами, як Бюль-Бюль, Фатма Мухтарова, Шевкет Мамедова, ленінградець Олександр Дроздов, Книжников, Нікольський, Ніязі, Афрасіяб і Шамсі Бадалбейлі.
У першій кіноверсії музичної комедії Узеїра Гаджибекова «Аршин мал алан» (1945) саме голосом Марії Титаренко співає юна Гюльчохра.